# George Harris
George Harris (Taunton, 20 ottobre 1949) è un attore britannico, originario delle Antille.

## Biografia
Le sue prime apparizioni cinematografiche di rilievo sono in Flash Gordon (1980), e I predatori dell'arca perduta (1981) di Steven Spielberg, in ruoli da comprimario. Impegnato anche in molti serial televisivi, prosegue la carriera nel cinema recitando in film quali I vestiti nuovi dell'imperatore (2001) di Alan Taylor e The Interpreter (2005) di Sydney Pollack.
Interpreta inoltre il ruolo di Kingsley Shacklebolt in tre film della saga di Harry Potter: Harry Potter e l'Ordine della Fenice (2007), Harry Potter e i Doni della Morte - Parte 1 (2010) e Harry Potter e i Doni della Morte - Parte 2 (2011).

## Filmografia parziale

### Cinema
- Flash Gordon, regia di Mike Hodges (1980)
- I mastini della guerra (The Dogs of War), regia di John Irvin (1980)
- I predatori dell'arca perduta (Raiders of the Lost Ark), regia di Steven Spielberg (1981)
- Ragtime, regia di Miloš Forman (1981)
- American Way - I folli dell'etere (Riders of the Storm), regia di Maurice Phillips (1986)
- Schiavi di New York (Slaves of New York), regia di James Ivory (1989)
- Non guardarmi: non ti sento (See No Evil, Hear No Evil), regia di Arthur Hiller (1990)
- I ricordi di Abbey (The Browning Version), regia di Mike Figgis (1994)
- Camilla, regia di Deepa Mehta (1994)
- Soul Survivor - Anima sopravvissuta (Soul Survivor), regia di Stephen Williams (1995)
- Madeline - Il diavoletto della scuola (Madeline), regia di Daisy Von Scherler Mayer (1998)
- I vestiti nuovi dell'imperatore (The Emperor's New Clothes), regia di Alan Taylor (2001)
- Black Hawk Down - Black Hawk abbattuto (Black Hawk Down), regia di Ridley Scott (2001)
- The Pusher (Layer Cake), regia di Matthew Vaughn (2004)
- The Interpreter, regia di Sydney Pollack (2005)
- Un delfino per amico (Eye of the dolphin), regia di Michael Sellers (2006)
- Harry Potter e l'Ordine della Fenice (Harry Potter and the Order of the Phoenix), regia di David Yates (2007)
- Agora, regia di Alejandro Amenábar (2009)
- The Heavy, regia di Marcus Warren (2010)
- Beneath the Blue, regia di Michael Sellers (2010)
- Harry Potter e i Doni della Morte - Parte 1 (Harry Potter and the Deathly Hallows - Part 1), regia di David Yates (2010)
- Harry Potter e i Doni della Morte - Parte 2 (Harry Potter and the Deathly Hallows - Part 2), regia di David Yates (2011)

### Televisione
- Casualty – serie TV, 16 episodi (1986-2004)
- I viaggi di Gulliver (Gulliver's Travels), regia di Charles Sturridge – miniserie TV (1996)

## Doppiatori italiani
Nelle versioni in italiano delle opere in cui ha recitato, George Harris è stato doppiato da:
- Fabrizio Pucci in Harry Potter e l'Ordine della Fenice, Harry Potter e i Doni della Morte - Parte 1, Harry Potter e i Doni della Morte - Parte 2
- Roberto Draghetti in The Pusher, Un delfino per amico
- Romano Ghini ne I predatori dell'arca perduta
- Ennio Coltorti ne I vestiti nuovi dell'imperatore
- Ronny Grant in Black Hawk Down - Black Hawk abbattuto
- Enrico Di Troia ne I predatori dell'arca perduta (ridoppiaggio)